# Katja Auer
Katja Auer (* 1979) ist eine deutsche Journalistin.

## Leben
Auer wuchs in der ländlichen Oberpfalz auf. Sie studierte Germanistik, Journalistik und Philosophie an der Otto-Friedrich-Universität in Bamberg und macht im Anschluss 2005 ein Volontariat beim Heinrichsblatt, der katholischen Wochenzeitung für das Erzbistum Bamberg. Bei der Süddeutschen Zeitung startete sie 2006 als Landtagskorrespondentin, wechselte dann ins Nürnberger Büro der SZ und wurde 2016 Teamleiterin der Bayernredaktion der Zeitung. Im Mai 2024 wurde sie stellvertretende Ressortleiterin für München, Region und Bayern. Sie arbeitet auch als Referentin an der Katholischen Journalistenschule ifp.

## Auszeichnungen (Auswahl)
- 2005: Pater-Wolfgang-Seibel-Preis in der Kategorie „Print“[3]
- 2009: Top 30 bis 30 des Medium Magazins[2]
- 2024: Stern-Preis  in der Kategorie „Geschichte des Jahres“ mit Sebastian Beck, Andreas Glas, Johann Osel und Klaus Ott für die Flugblatt-Affäre um Hubert Aiwanger in der Süddeutschen Zeitung[4][5]